# Andinobates cassidyhornae
Espèce
Andinobates cassidyhornae est une espèce d'amphibiens de la famille des Dendrobatidae.

## Répartition
Cette espèce est endémique de Colombie. Elle se rencontre dans les départements de Chocó et d'Antioquia dans la cordillère Occidentale.

## Étymologie
Cette espèce est nommée en l'honneur de Cassidy Horn.

## Publication originale
- Amézquita, Márquez, Medina, Mejía-Vargas, Kahn, Suárez & Mazariegos, 2013 : A new species of Andean poison frog, Andinobates (Anura: Dendrobatidae), from the northwestern Andes of Colombia. Zootaxa, no 3620 (1), p. 163–178.